# Leslie Stefanson
 (juin 2017).
Si vous disposez d'ouvrages ou d'articles de référence ou si vous connaissez des sites web de qualité traitant du thème abordé ici, merci de compléter l'article en donnant les références utiles à sa vérifiabilité et en les liant à la section « Notes et références ».
Leslie Stefanson (née le 10 mai 1971 à Fargo, Dakota du Nord) est une actrice, mannequin et sculptrice américaine.

## Biographie
Leslie Stefanson est principalement connue pour son rôle au cinéma du Capitaine Elizabeth Campbell dans le film de Simon West Le Déshonneur d'Elisabeth Campbell sorti en 1999.
Elle est en couple avec l'acteur James Spader depuis 2002, avec lequel elle a eu un enfant, Nathaneal.

## Filmographie

### Cinéma
- 1994 : Deux cow-boys à New York (The Cowboy Way), de Gregg Champion : la fille à la fête
- 1996 : Leçons de séduction (The Mirror Has Two Faces) de Barbra Streisand : Sara Myers
- 1997 : An Alan Smithee Film d'Arthur Hiller : Michelle Rafferty
- 1997 : Flubber de Les Mayfield : Sylvia
- 1997 : Pour le pire et pour le meilleur (As Good as It Gets), de James L. Brooks : Une serveuse
- 1997 : Fool's Paradise de Richard Zakka : Liz
- 1998 : Break Up de Paul Marcus : Shelly
- 1999 : Le Déshonneur d'Elisabeth Campbell (The General's Daughter), de Simon West : Le Capitaine Elisabeth Campbell
- 1999 : Delivered : Claire
- 2000 : De toute beauté (Beautiful) : Joyce Parkins
- 2000 : Incassable, de M. Night Shyamalan :  Kelly
- 2001 : Présumé Coupable (The Stickup), de Rowdy Herrington : Natalie Wright
- 2003 : Traqué (The Hunted), de William Friedkin : Irene Kravitz
- 2003 : Alien Hunter de Ron Krauss : Nyla Olson